# Sint-Petrus (molen)
De Sint-Petrus is een korenmolen in Roggel (gemeente Leudal) in de Nederlandse provincie Limburg. De molen heette voorheen Wind & Motormaalderij Rutten, naar de eigenaren van de molen. In de volksmond werd hij ook wel de Molen van het Nijken genoemd, naar de ligging in de buurtschap Nijken. Bij de herplaatsing van de motor in de machinekamer heeft molenaar Jan van Woezik hem de naam  Wind & Motormaalderij Sint-Petrus gegeven omdat de gemeente Roggel sinds 1969 eigenaar was. Sint-Petrus is de patroon van Roggel. Deze beltmolen werd in 1900 in opdracht van P.J.H. Rutten gebouwd. De molen kwam dat jaar vanwege de strenge vorst net niet meer af en werd in het voorjaar van 1901 opgeleverd. De stenen zijn speciaal voor de molen van klei uit een nabijgelegen kleiput gebakken en hebben ronde strekken, waardoor de buitenkant van de molen van beneden naar boven niet trapsgewijs maar vlak verloopt. Hierdoor wordt ook doorslag van regenwater voorkomen. De belt is deels afgegraven en vervangen door een magazijn met een betonnen dek. In 1914 is door Rutten een zuiggasmotor met gasgenerator geïnstalleerd om ook bij windstilte te kunnen malen. Naderhand is deze vervangen, eerst door een Dekkersmotor en later door een elektromotor. De molen is tot in het midden van de jaren vijftig als korenmolen in bedrijf geweest. In 1969 kocht de  gemeente Roggel de molen om deze in 1975 maalvaardig te laten restaureren.
De uit 1975 stammende roeden van de firma Dreckxs zijn 24,5 meter lang en voorzien van Oudhollands hekwerk. Voorheen had de molen stroomlijn wieken volgens systeem Van Bussel. De molen is ingericht met 1 koppel 17der blauwe stenen, 1 koppel 17der kunststenen en een door een 40 pK Thomassen dieselmotor aangedreven koppel 16der kunststenen van de maalstoel. De Thomassen dieselmotor heeft een hoge compressie, waardoor deze koud start en extreem zuinig is.
De uit 1855 stammende, gietijzeren bovenas is van de firma L.I. Enthoven en Co en heeft het nummer 135.

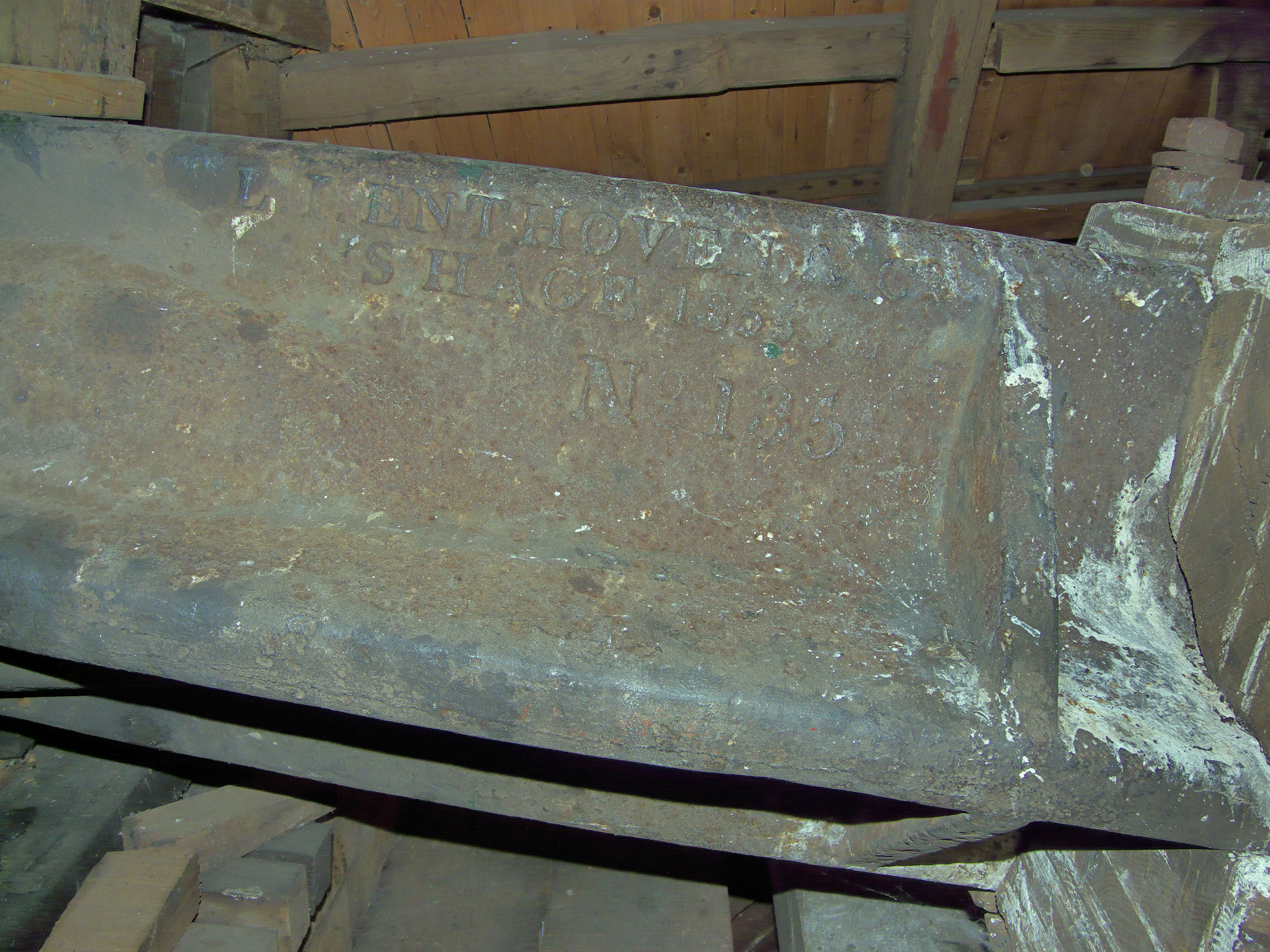
Bovenas met opschrift

De kap draait op een Engels kruiwerk en de molen wordt gekruid met een kruibok. Oorspronkelijk had de molen een rollenkruiwerk in houten rollenwagens hetgeen nog aan de aanwezige keerkuip is te zien. De lange spruit ligt achter het bovenwiel.
De molen wordt gevangen (geremd) met een scharnierende Vlaamse vang bestaand uit vijf vangstukken, die bediend wordt met behulp van een vangtrommel.
Voor het luien is een sleepluiwerk met gaffelwiel aanwezig.
Verder zit er in de molen een jakobsladder en mengketel en staat er een elektrisch aangedreven zakkenlift, een haverpletter, zakkenklopper en een aspirateur voor het schonen van zaden. Naast de molen ligt een uit Asten afkomstige weegbrug.
De Sint-Petrus is eigendom van de gemeente Leudal en is in de regel op zaterdag en op afspraak te bezichtigen.

## Overbrengingen
- Het bovenwiel heeft 56 kammen.
- Het bovenrondsel heeft 27 staven.
- Het spoorwiel heeft 70 kammen.
- De beide steenrondsels hebben 28 staven.

De stenen draaien daardoor 5,19 keer sneller dan de bovenas.

## Galerij

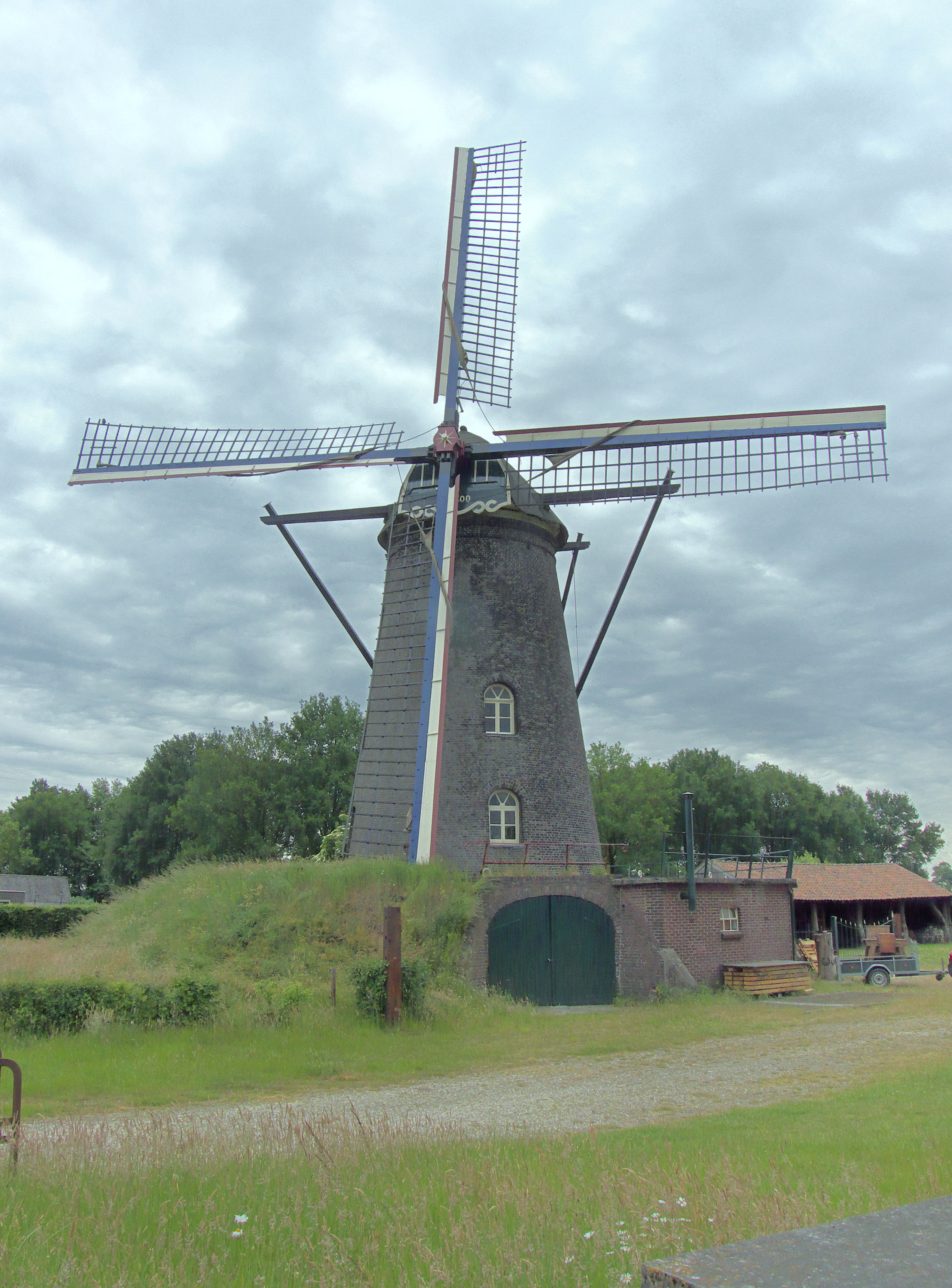
Juni 2013
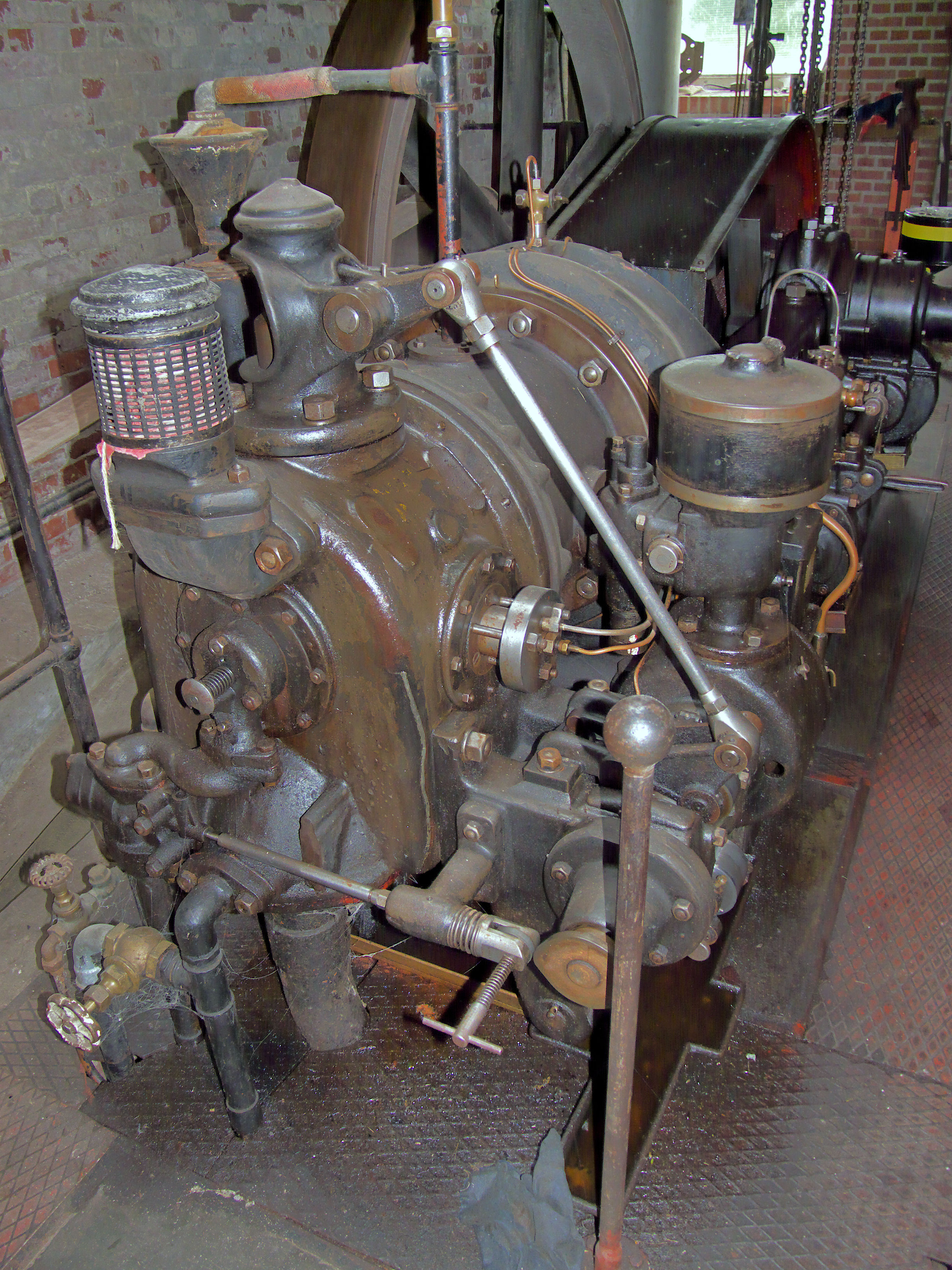
Thomassen dieselmotor
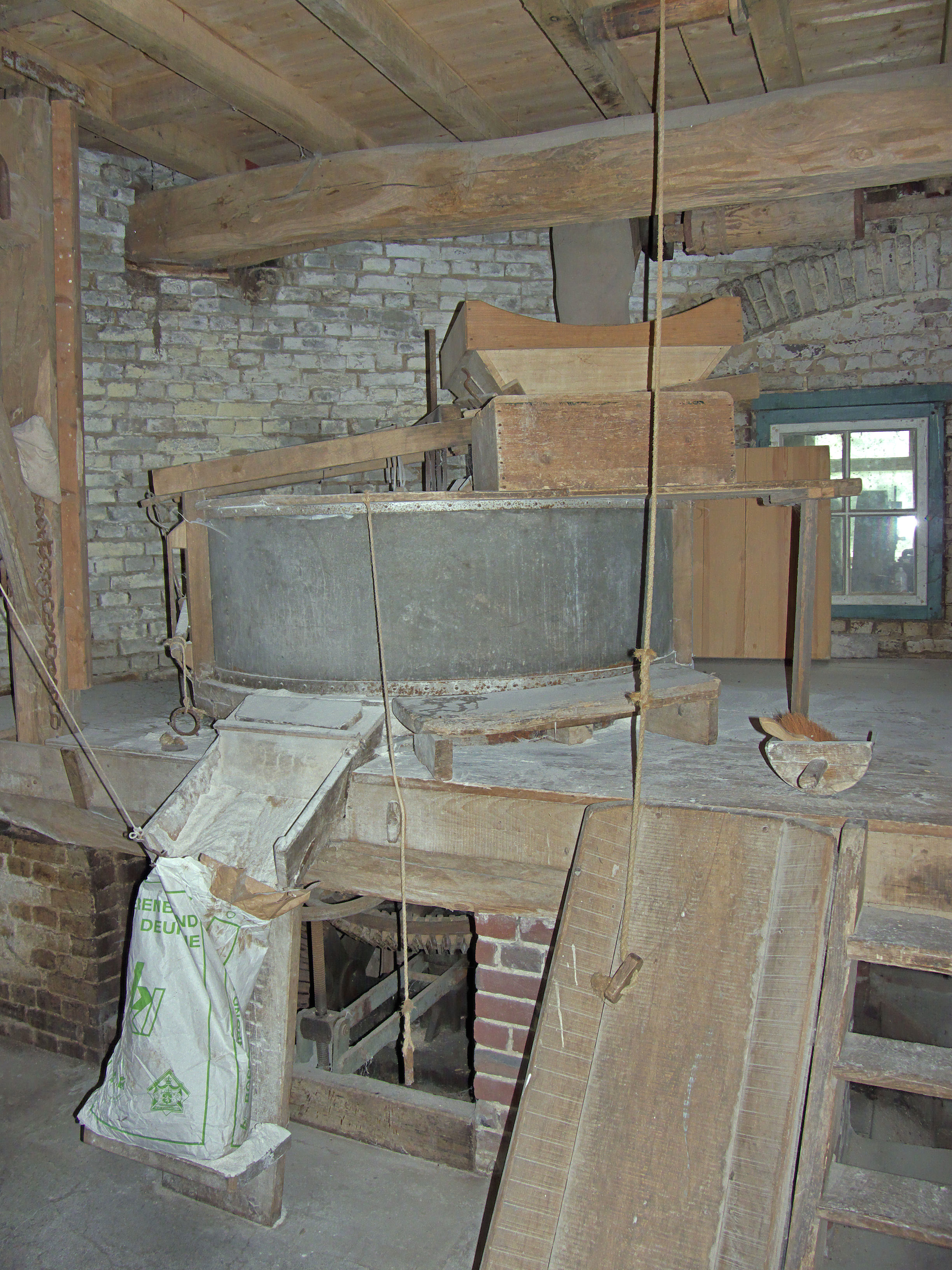
Maalstoel
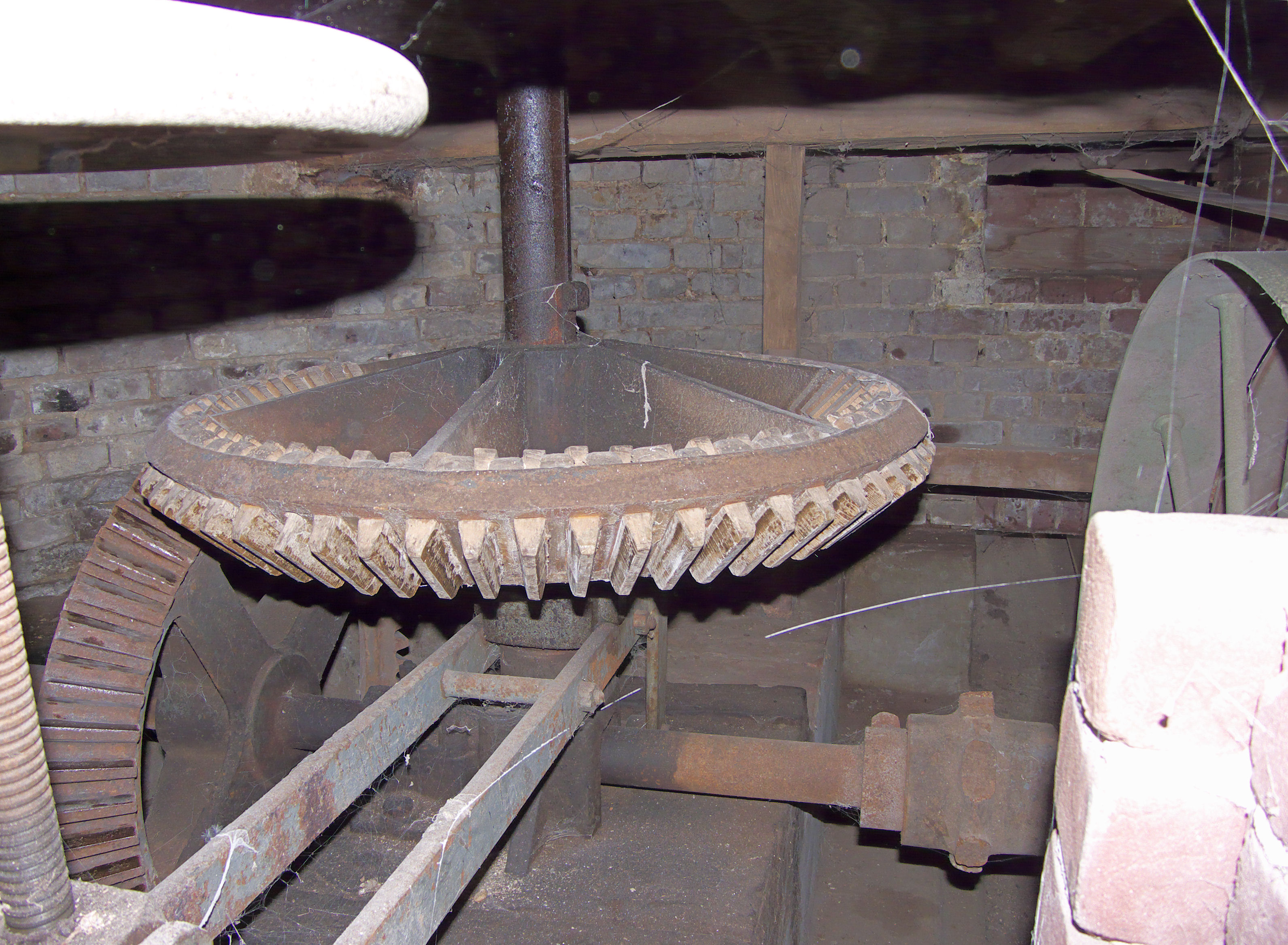
Aandrijving maalstoel door dieselmotor
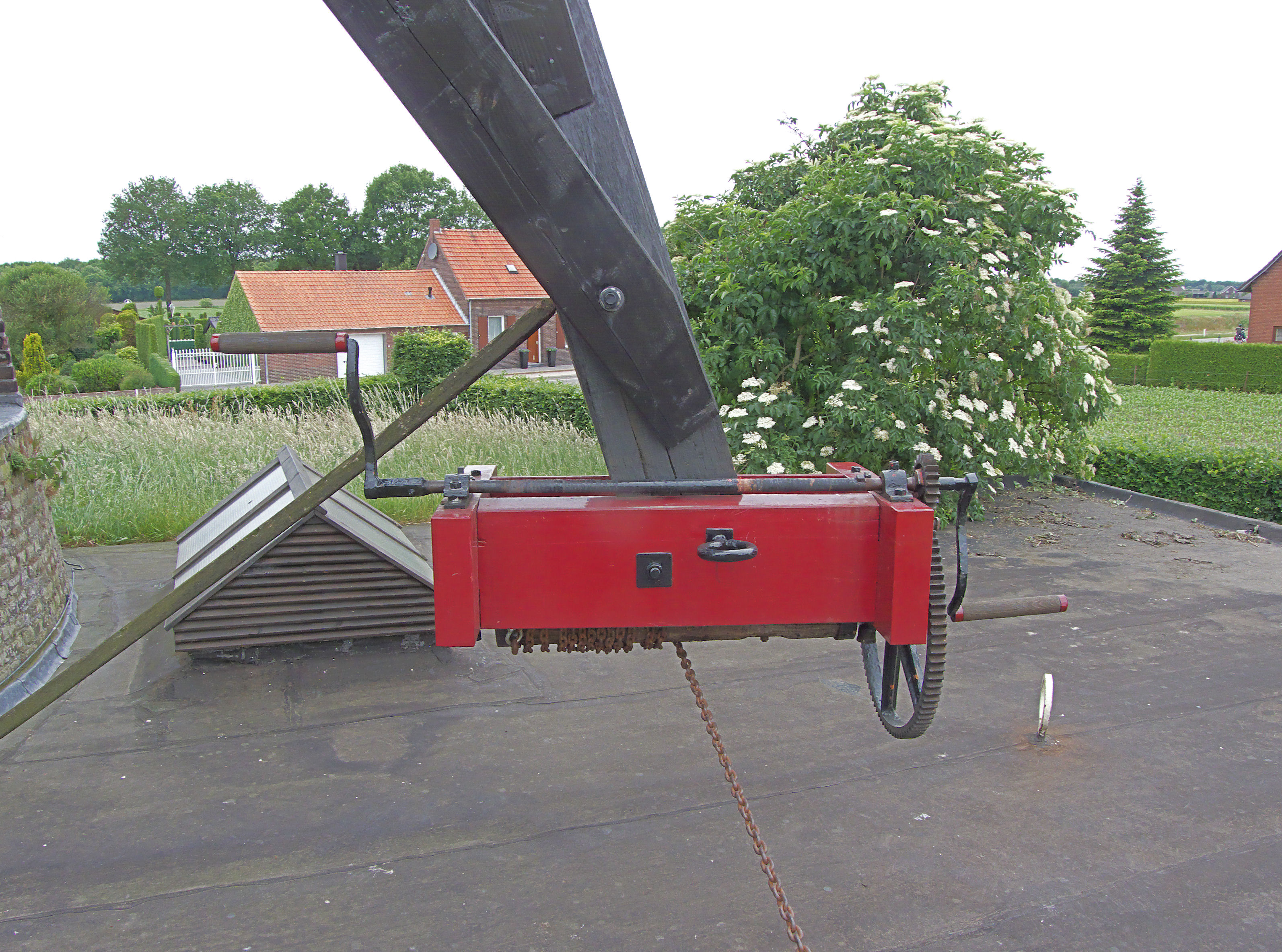
Kruibok
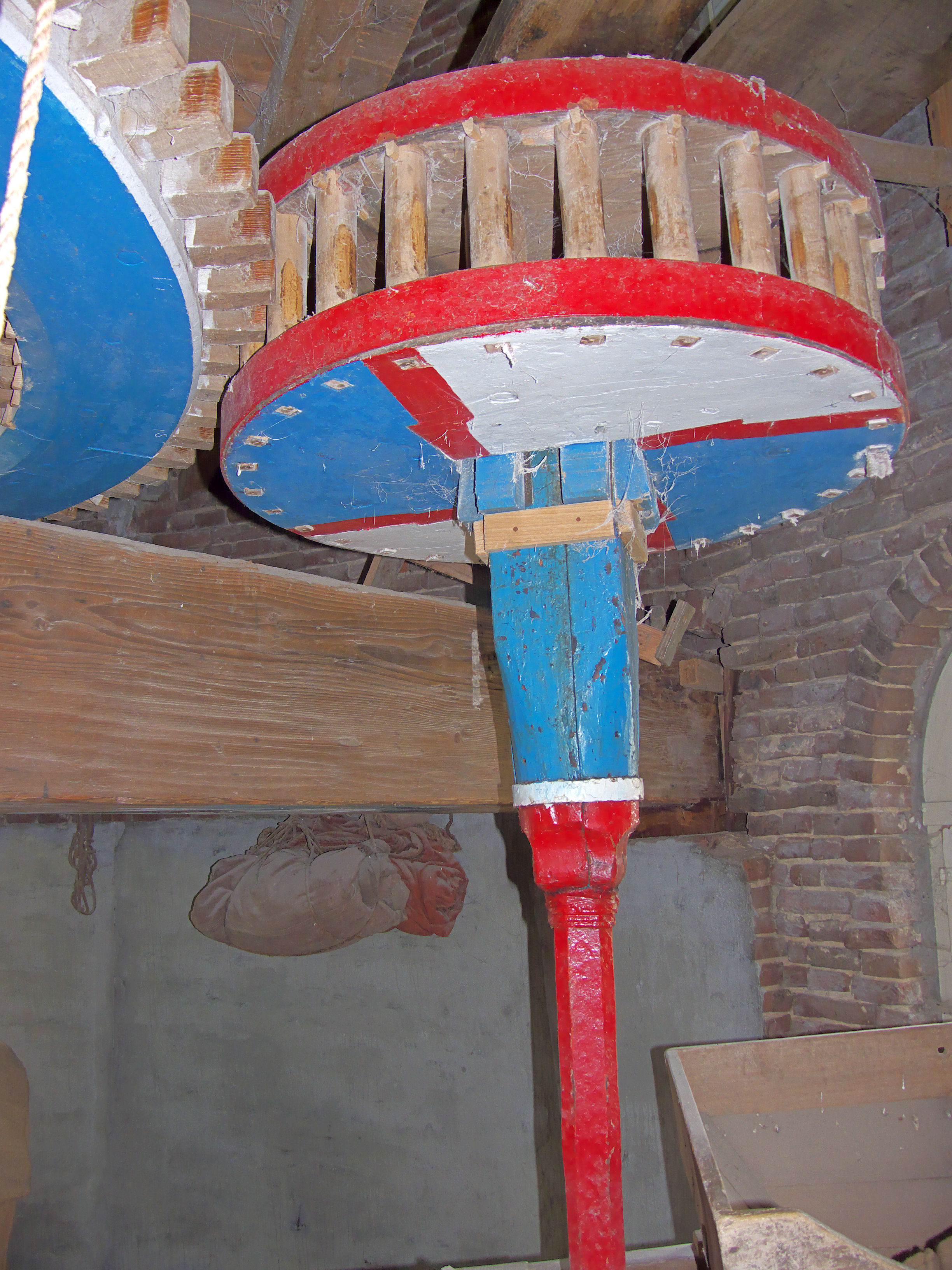
Spoorwiel met steenspil
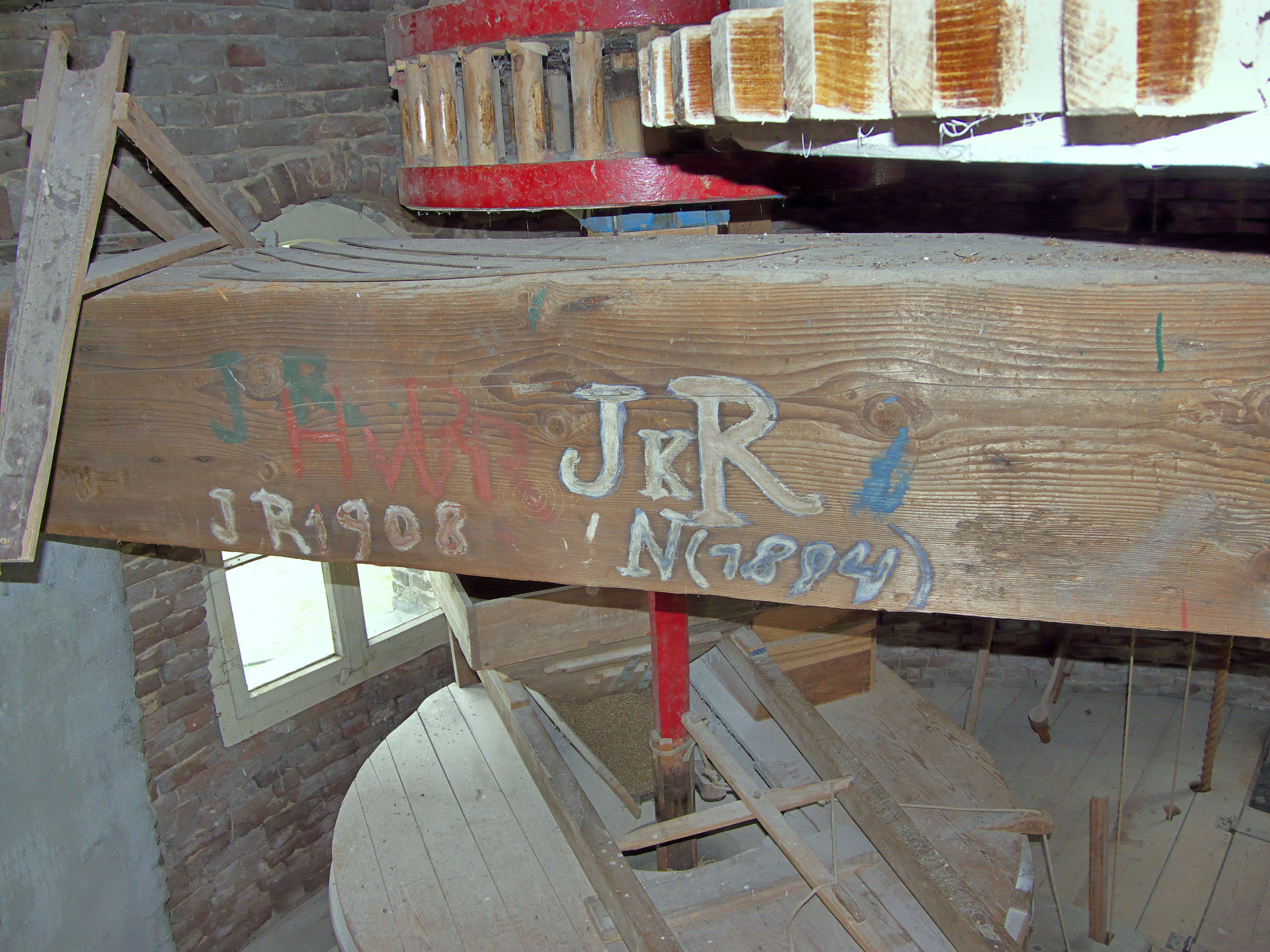
Donsbalk met opschriften; JR= Sjang Rutten
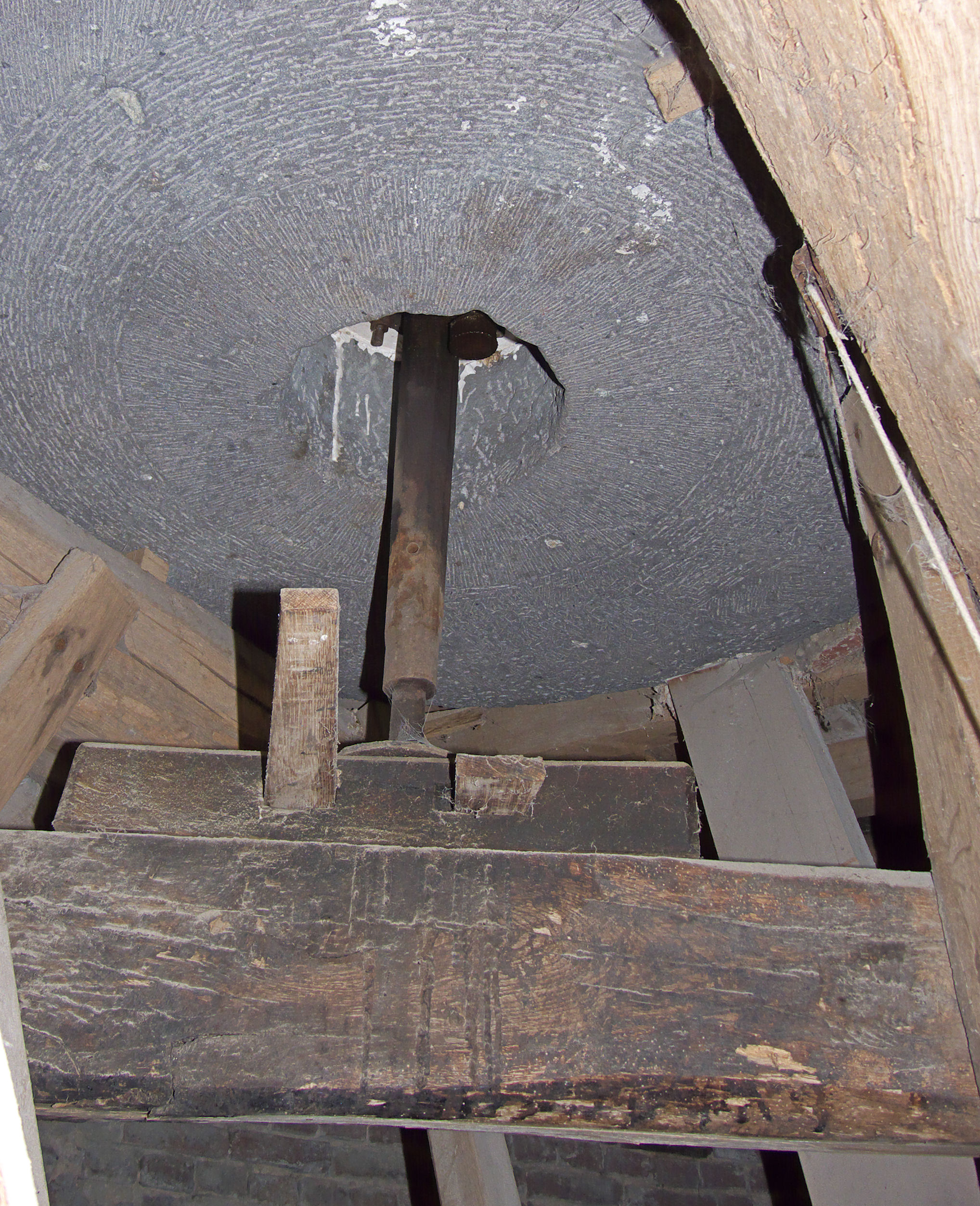
Bolspil met blauwe steen